# Oretta (Louisiane)
Oretta est une census-designated place de la paroisse de Beauregard, en Louisiane, aux États-Unis. 